# Regionaal Landschap Rivierenland

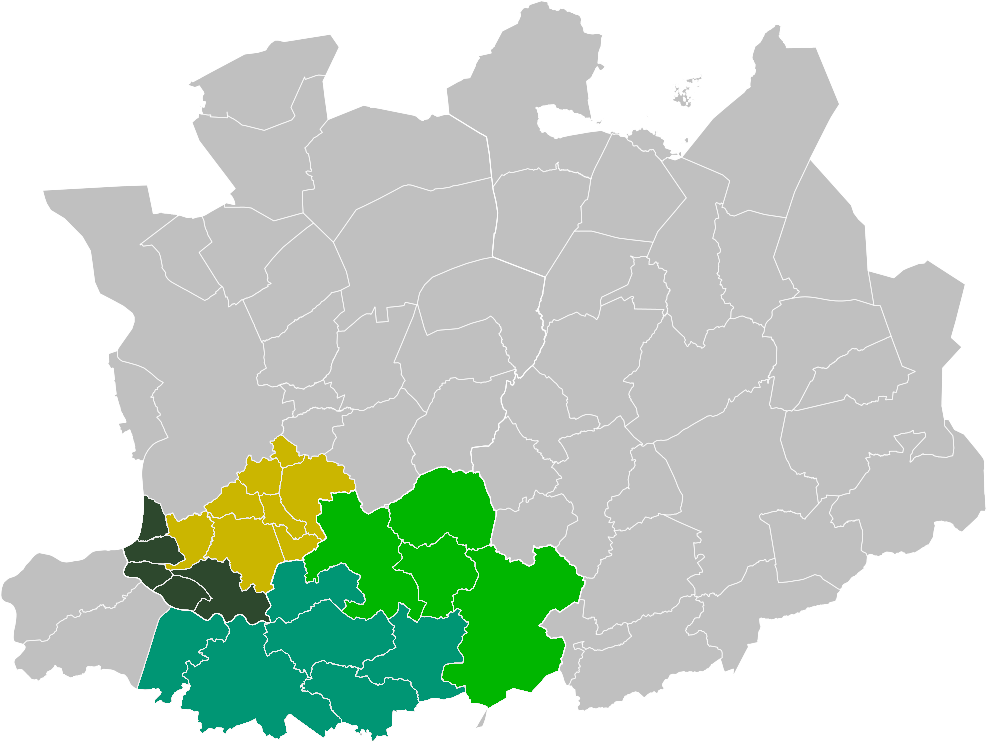
De 23 gemeenten, volgens "Ambitienota R.L.R. 2021-2026". 4 subregio’s, klokgewijs van boven:
Zuidrand
Kleine en Grote Nete
Dijle en Zenne
Rupelstreek.

Regionaal Landschap Rivierenland is een Regionaal Landschap in het zuidwesten van de provincie Antwerpen in de omgeving van de rivieren Dijle, Nete, Zenne en Rupel.

## Regionaal Landschap
Het Regionaal Landschap Rivierenland werd op 3 juli 2008 opgericht. Het omvat 23 gemeenten, verdeeld in 4 subregio’s:
- Zuidrand: Aartselaar, Boechout, Borsbeek, Edegem, Hove, Kontich, Lint, Mortsel
- Kleine en Grote Nete: Berlaar, Heist-op-den-Berg, Lier, Nijlen
- Dijle en Zenne: Bonheiden, Duffel, Mechelen, Putte, Sint-Katelijne-Waver, Willebroek
- Rupelstreek: Boom, Hemiksem, Niel, Rumst, Schelle.

Het Regionaal Landschap situeert zich rond de benedenlopen van de vier rivieren. De vier rivieren zijn aan elkaar verbonden: de Zenne vloeit in de Dijle in het Zennegat in Mechelen en de Dijle en Nete vloeien samen in Rumst en vormen daar samen de Rupel. Daartussen stromen nog heel wat beken en zijn kleiputten en vijvers te vinden. Het landschap is vrij open en vlak met weilanden en moerasgebieden. Er zijn kasteeldomeinen en oude forten.

## Landschapskrant
Tweemaal per jaar publiceert de vzw Regionaal Landschap Rivierenland de Landschapskrant. Dit is een tijdschrift dat gedrukt wordt op 150.000 exemplaren en gratis verspreid in de betrokken gemeenten. De eerste jaargang dateert van 2008.

## Projecten
Het Regionaal Landschap Rivierenland ondersteunt een hele reeks landschapsversterkende projecten zoals heggen en houtkanten, poelen, trage wegen, knotbomen en akkerranden, speelnatuur, Groene Oases, Lokaal Composteren, klein bouwkundig erfgoed, natuurlijke hondenlosloopgebieden, het waterlandschap evenals vogelkijkhutten, bijvoorbeeld aan de Jutse Plassen.

## Trivia
- Verschillende organisaties uit de streek dragen de naam 'Rivierenland' waaronder de Scholengroep Rivierenland, het CVO Rivierenland, het Zorgbedrijf Rivierenland, de Sportregio Rivierenland en de Hulpverleningszone Rivierenland.